# 포르쉐 993

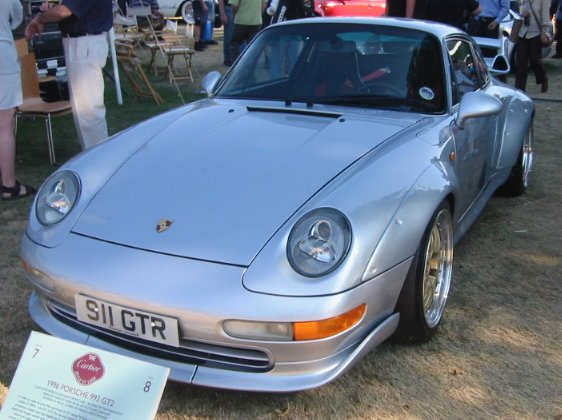
포르쉐 993 GT2

포르쉐 993(영어: Porsche 993)은 964의 대체 모델로 911 탄생 30주년을 기념해 1993년 프랑크푸르트 모터쇼에서 선보였다. 카레라4, 터보, S, 4S 등의 모델이 있으며 한정모델로 1995년의 RS, 1998년 GT2가 있다. 911 계열에서 마지막으로 공랭식 엔진을 쓴 차량이다. 총 5,978대가 생산되었다.디자이너는 Tony Hatter이다.
공랭식 엔진을 쓴 마지막 모델이기 때문에 많은 포르쉐 매니아들이 993을 카레라의 마지막 모델로 여긴다. 1997에 나온 후속 모델 996부터는 수랭식 엔진이 사용되었다. 964에 비해 더 유연하고 부드러운 곡선이 도입되었다. 외형은 포르쉐 959와 닮았으며 스타일링은 토니 해터가 맡았다. 구조적인 면에서도 진보가 이루어졌다. 섀시는 충돌에 강하도록 개량되었고 엔진을 알루미늄으로 만들어 차체 무게를 줄였다. 후드를 열고 운행할 때는 후면 창에 후드를 넣을 수 있도록 설계되었다.
또한 993 모델은 대한민국에서 처음으로 공식 수입된 포르쉐의 차종이었으며, 한성모터스가 공식으로 수입해왔다.